# Ordine militare del Sangue di Gesù Cristo
L'Ordine militare del Sangue di Gesù Cristo (o Ordine del Preziosissimo Sangue del Redentore) fu un ordine cavalleresco del Ducato di Mantova.

## Storia

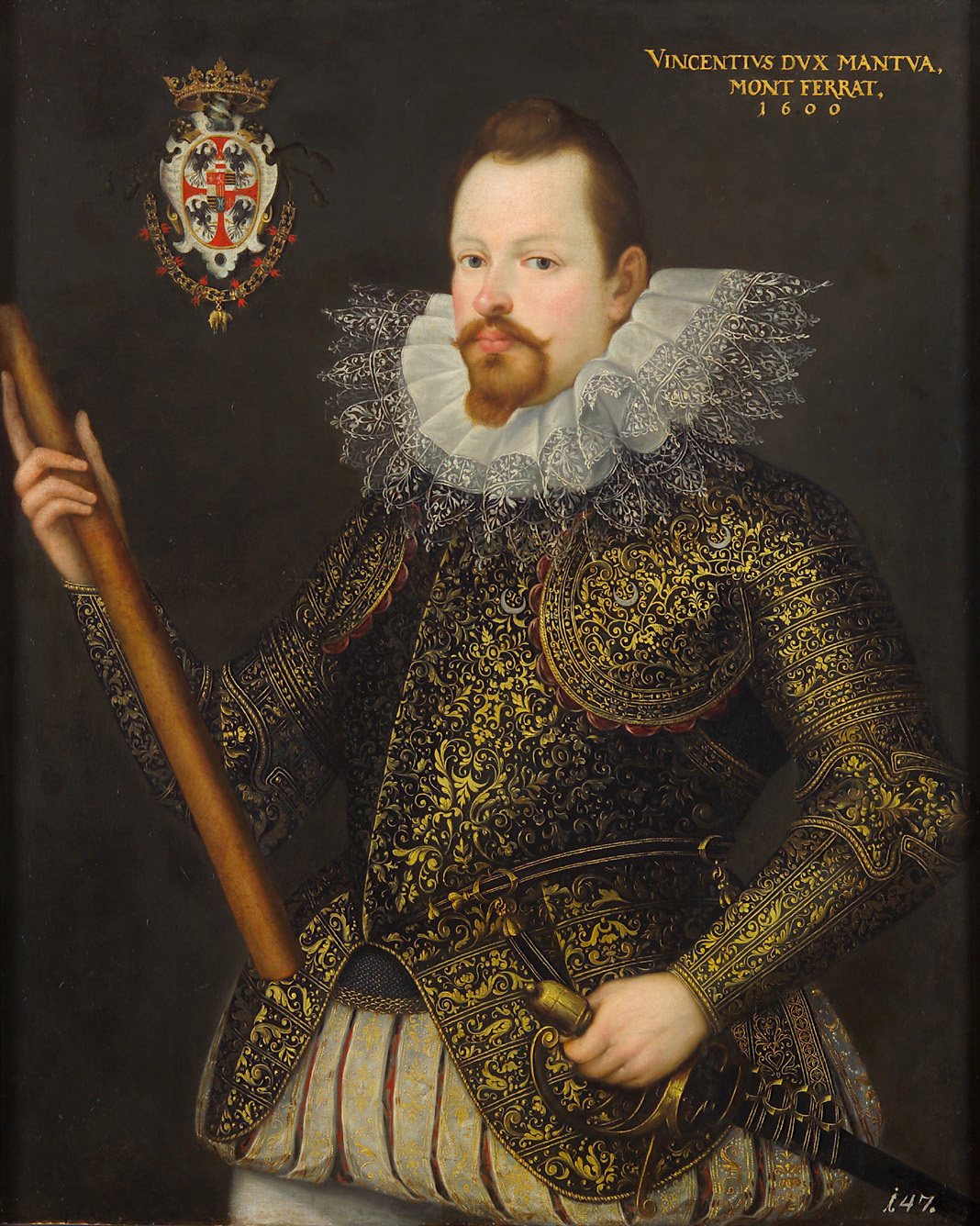
Vincenzo I Gonzaga

L'Ordine venne istituito a Mantova il 25 maggio 1608 dal duca Vincenzo I Gonzaga, con la divisa: "Domine probasti me", o: "Nihil hoc triste recepto" nel giorno seguente all'entrata a Mantova degli sposi Francesco IV Gonzaga e Margherita di Savoia. In realtà l'idea della fondazione di un ordine cavalleresco era già maturata nella mente del duca l'anno precedente, ma egli decise di far sanzionare ecclesiasticamente l'ordine dal pontefice Paolo V e perciò le pratiche si protrassero sino all'anno successivo.
Jean Hermant dà, all'interno delle proprie opere, alcuni accenni relativi a tale ordine e lo ricondurrebbe alla reliquia del sangue di Gesù conservata presso la Basilica di Sant'Andrea di Mantova. L'ordine infatti ebbe sede nella basilica, dove, dietro l'altare dell'Immacolata, venne ricavata la Sagrestia dei Cavalieri, luogo dove si riunivano.
I cavalieri giuravano di difendere con le armi la dignità del Papa, la religione cattolica, l'onore delle dame, delle vedove e degli orfani.

## Gradi
L'Ordine aveva l'unica classe di Cavaliere (che nel corso del secolo di vita dell'onorificenza furono circa 100) che erano limitati a 20 membri, oltre al Gran Maestro, la cui carica coincideva con la persona del duca di Mantova.

## Insegne

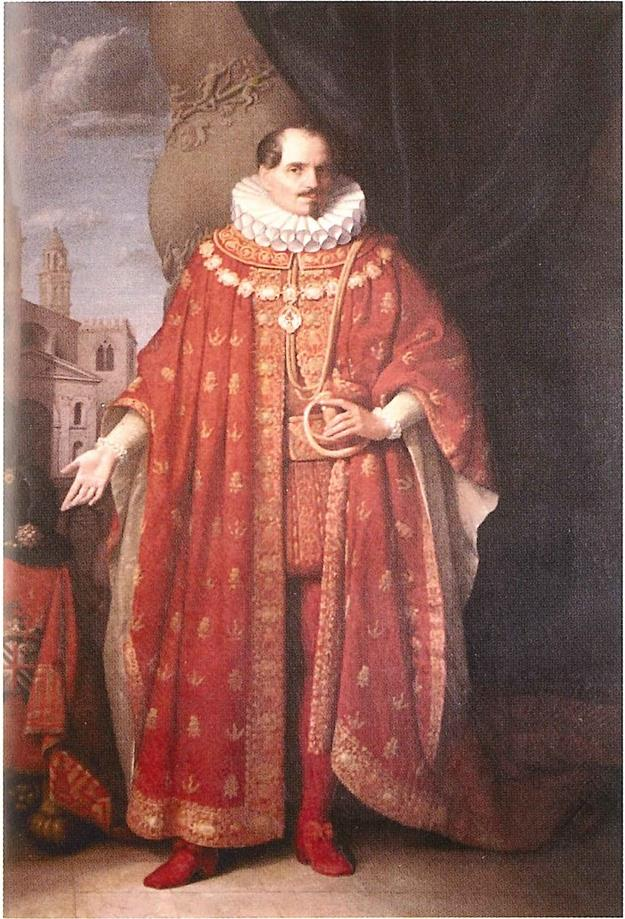
Ferdinando Cavriani con le Vesti dell'Ordine

La medaglia dell'Ordine era composta da una croce decussata a smalto rosso scuro bordata di bianco ed accollata tra le braccia da aquile nere. Al centro si trovava un medaglione a smalti raffigurante due putti che sostengono un ostensorio nel quale è conservato il Preziosissimo Sangue di Cristo venerato a Mantova.
Il nastro era rosso bordato di bianco ai lati. Il collare doveva essere restituito alla congregazione dopo la morte del cavaliere insignito.
La veste dell'ordine consisteva in un fastoso abito rosso ed in una gorgiera da cerimonia. Essa veniva usata sia in occasione dell'incoronazioni dei nuovi duchi di Mantova, sia nelle cerimonie religiose riguardanti l'Ordine. La veste si completava con un anello a smalto nero con inscritto in oro il motto NIHIL HOC TRISTE RECEPTO.

## Insigniti
Furono insigniti 104 cavalieri.